# Chester Middlebrook Pierce
Pour les articles homonymes, voir Pierce.
Chester Middlebrook Pierce est un psychiatre américain né le 4 mars 1927 à Glen Cove, dans l'État de New York (États-Unis) et décédé le 23 septembre 2016. 

## Biographie
Il est professeur émerite de psychiatrie à la Harvard Medical School, la faculté de médecine de l'université Harvard ainsi que professeur émerite d'éducation à l'université Harvard. Il est le premier Noir à être professeur au Massachusetts General Hospital. Pierce est membre de l'Académie américaine des arts et des sciences.
Pierce effectue sa scolarité à Harvard. Il y obtient un Bachelor of Arts en 1948 et un doctorat en médecine en 1952. Lors de sa scolarité, Pierce est membre de l'équipe universitaire de Harvard, le Crimson d'Harvard, en plusieurs sports : le football américain, le basket-ball et la crosse. En 1947, il est le premier joueur noir à jouer un match universitaire en dessous de la ligne Mason-Dixon qui sépare symboliquement le Sud et le Nord du pays, lors d'un match qui oppose le Crimson aux Cavaliers de la Virginie, une équipe composée uniquement de Blancs.
En 1968, un pic en Antarctique est nommé en l'honneur de Pierce pour ses travaux avec Jay Shurley sur le sommeil des personnes se rendant dans une base du Pôle Sud. Le pic Pierce est haut de 1 790 m et situé dans la chaîne Pensacola,.